# إبرباخ (بادن)
ابرباخ (بادن) (بالألمانية: Eberbach (Baden)) هي بلدة، مدينة وبلدة ألمانية تقع في ألمانيا في Regierungsbezirk Karlsruhe. يقدر عدد سكانها بـ 15,344 نسمة .

## المدن التوأمة
مدن تونون لو بان وEphrata هي مدن توأمة لـابرباخ (بادن).

## أعلام
- روديغر هاس
- روبرت هينريتش فاغنر
- دينيس باوم
- ألفرد وولف